# ATF2
El factor de transcripción activador 2, también conocido como ATF2 (de sus siglas en inglés Activating Transcription Factor 2), es una proteína codificada por el gen atf2 en humanos.

## Función
El factor de transcripción ATF2 pertenece a la familia de las proteínas de unión a ADN del tipo cremallera de leucina. Esta proteína se une al elemento de respuesta a AMPc (CRE), que se conforma de una secuencia palindrómica octamérica. La proteína puede formar un homodímero o bien un heterodímero con c-Jun y así estimular la transcripción dependiente del elemento CRE. ATF2 también presenta la capacidad de actuar como una histona acetiltransferasa (HAT) que acetila específicamente histonas H2B y H4 in vitro, por lo que podría representar una clase de factores específicos de secuencia que activan la transcripción por medio de efectos directos en la cromatina. También han sido identificadas otras variantes transcripcionales pero su validez biológica aún no ha sido determinada.
El gen atf2 se encuentra localizado en humanos en el locus 2q31.1. La proteína ATF2 tiene 505 aminoácidos. Estudios en ratón indican que tiene un importante papel en el desarrollo del sistema nervioso y del esqueleto. ATF2 es normalmente activado en respuesta a señales que convergen en la proteín-quinasa de estrés p38 y en JNK. Estudios con esta proteína han demostrado que se fosforila en respuesta al tratamiento de células con ésteres de forbol (inductor de tumores). De igual modo, se ha podido observar que la activación anormal de ATF2 tiene diversos efectos en el crecimiento y progresión de tumores de la piel en mamíferos. También cabría destacar que ATF2 podría mediar procesos de oncogénesis causados por un mutante en la proteína Ras y regular el mantenimiento del fenotipo agresivo de cáncer en algunos tipos de células epiteliales.

## Interacciones
La proteína ATF2 ha demostrado ser capaz de interaccionar con:
- NCOA6[9]
- RUVBL2[10]
- CSNK2A2[11]
- MAPK14[12][13][14]
- Caseína quinasa 2, alfa 1[11]
- JDP2[15]
- MAPK8[12][16][13][14]
- CREBBP[17]
- c-Jun[18][19][20]
- SMAD3[21]
- UBE2I[22]